# Wünschet Jerusalem Glück (II)
 (mai 2017).
Si vous disposez d'ouvrages ou d'articles de référence ou si vous connaissez des sites web de qualité traitant du thème abordé ici, merci de compléter l'article en donnant les références utiles à sa vérifiabilité et en les liant à la section « Notes et références ».

Wünschet Jerusalem Glück (II) (Appelez la paix sur Jérusalem) (BWV Anh. 4b) est une cantate de Johann Sebastian Bach destinée à célébrer le bicentenaire de la Confession d'Augsbourg, texte fondateur de nouvelle religion de la Réforme. La musique est perdue mais le texte, de Picander, est resté. Elle fut donnée la première fois le mardi 27 juin 1730, à l'église Saint-Thomas de Leipzig, et fut reprise le vendredi 18 août 1741.
Cette cantate est vue par Julius August Philipp Spitta comme une parodie de BWV Anh. 4a, théorie réfutée ensuite par Alfred Dürr.